# Henri Adé
Pour les articles homonymes, voir Adé.
Henri Adé (né à Aix-les-Bains en 1865, mort le 19 février 1945 à Annecy) est un architecte annécien du début du XXe siècle.
Il a réalisé de très nombreux bâtiments (immeubles, maisons particulières, usines, restaurant…) dans la région annécienne et stéphanoise.
Il a peint aussi de nombreux tableaux sur la vie quotidienne à Annecy et sur les paysages autour du lac d'Annecy.

## Biographie

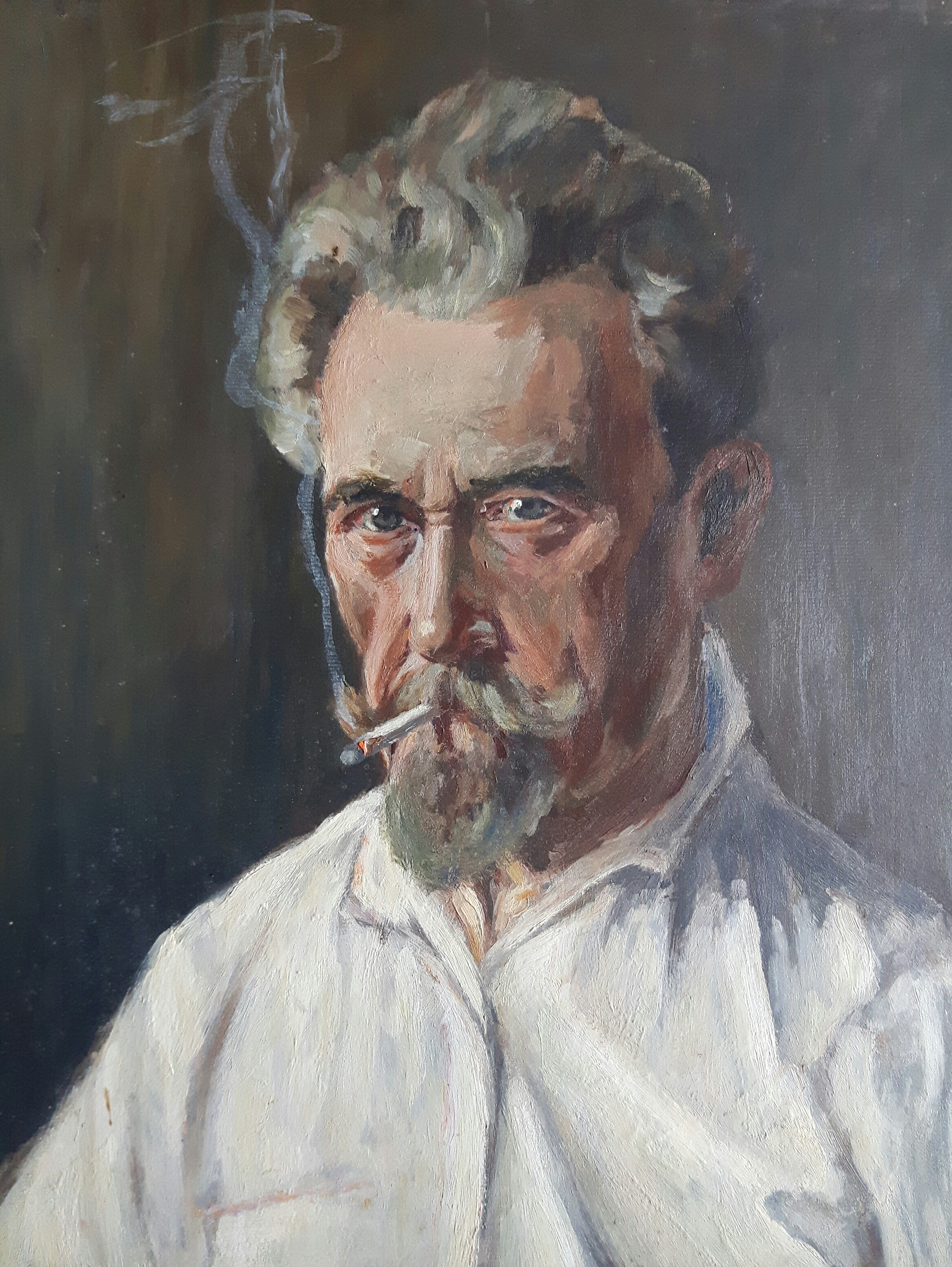
Henri Adé, autoportrait

Il étudia à l'École nationale supérieure des beaux-arts dans les années 1890.

## Principales réalisations architecturales
- Crypte de la basilique de la Visitation à Annecy en 1922[réf. nécessaire]
- Principaux travaux des papeterie Aussedat en 1915
- Maison de l'Enfance, ou crèche de l'hôtel de ville à Annecy en 1933
- L'hôtel/restaurant du père Bise, maintenant appelé Le Cottage à Talloires

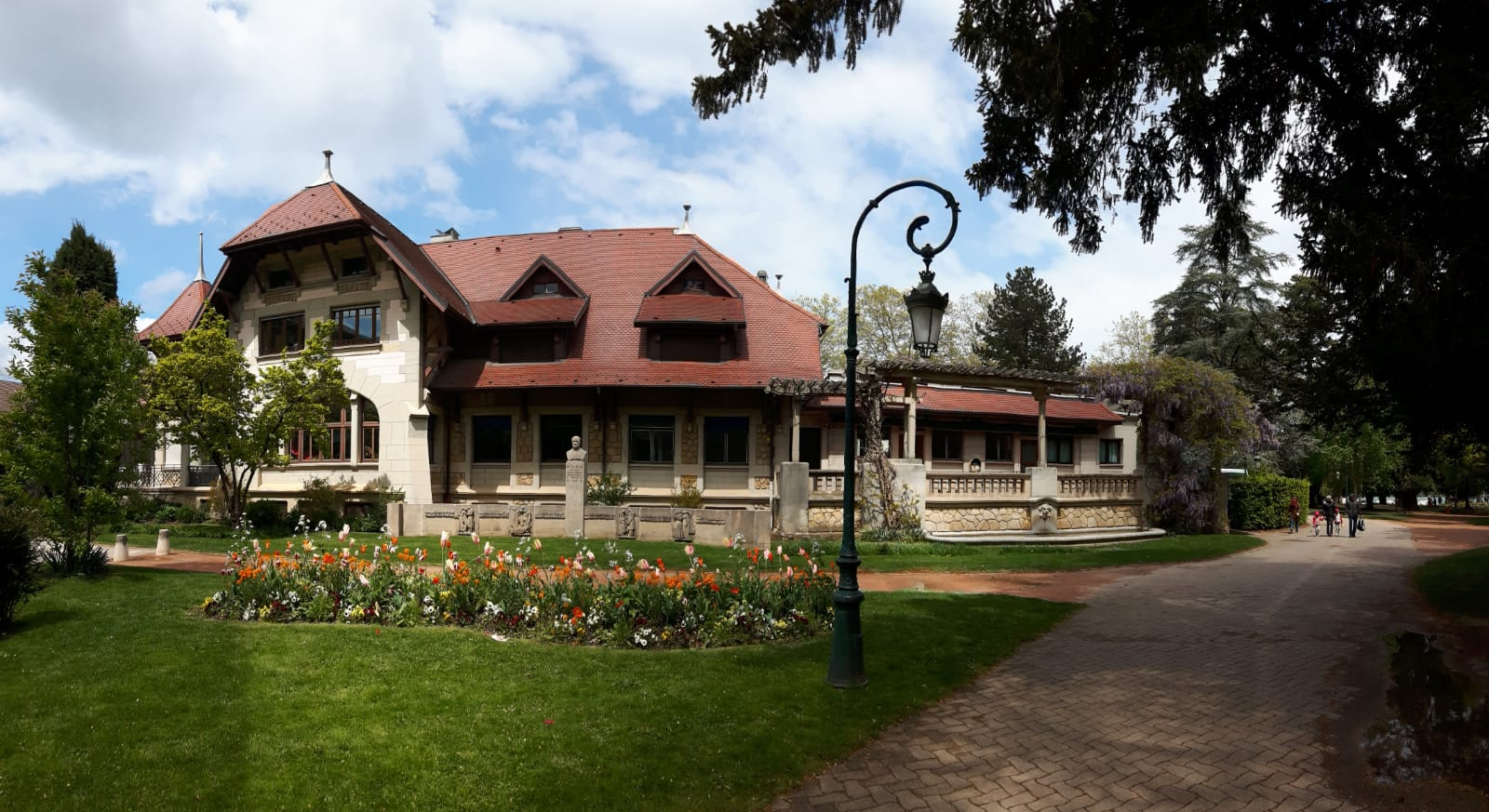
Maison de l'Enfance, Annecy.
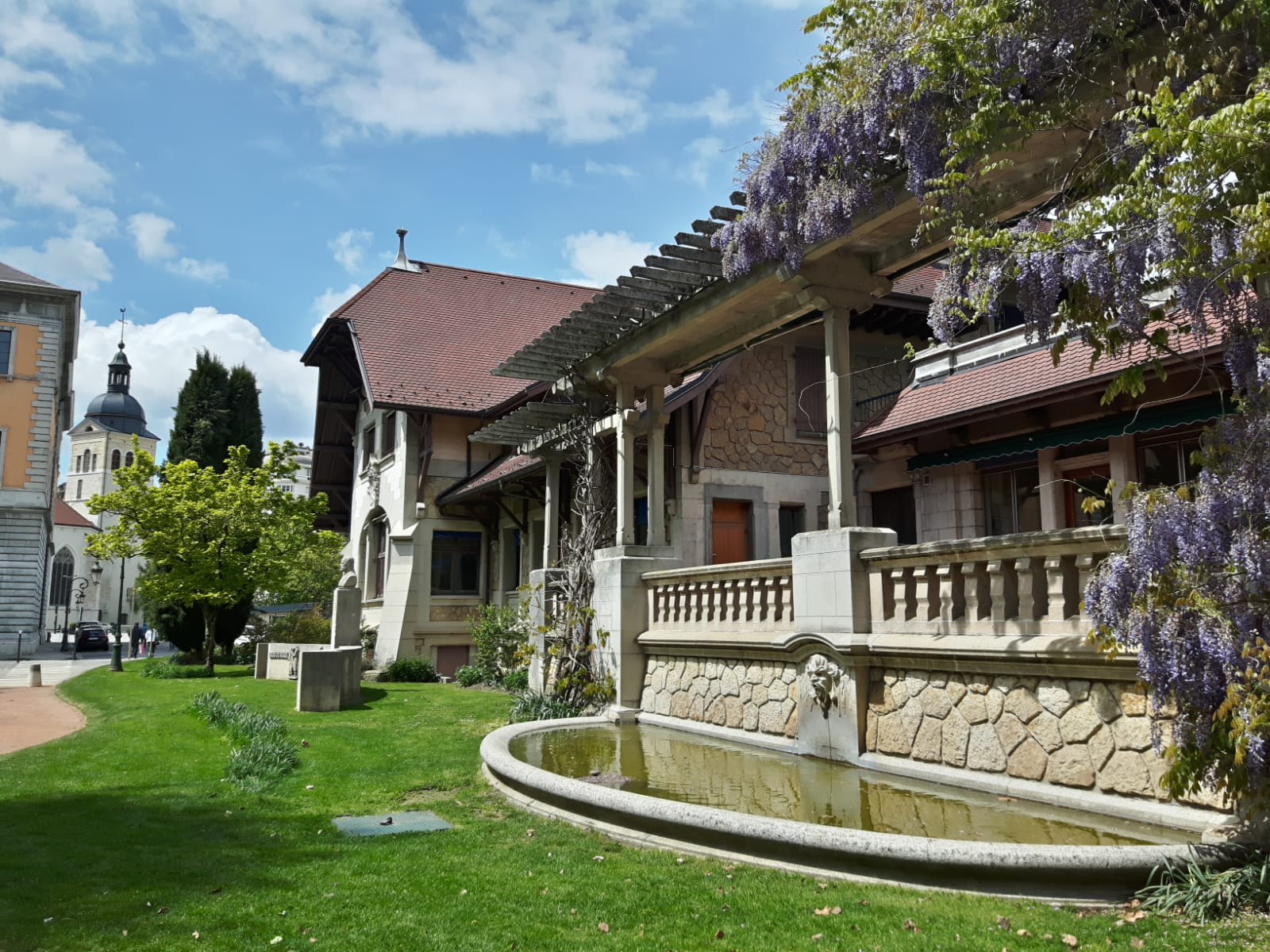
Maison de l'Enfance, Annecy.
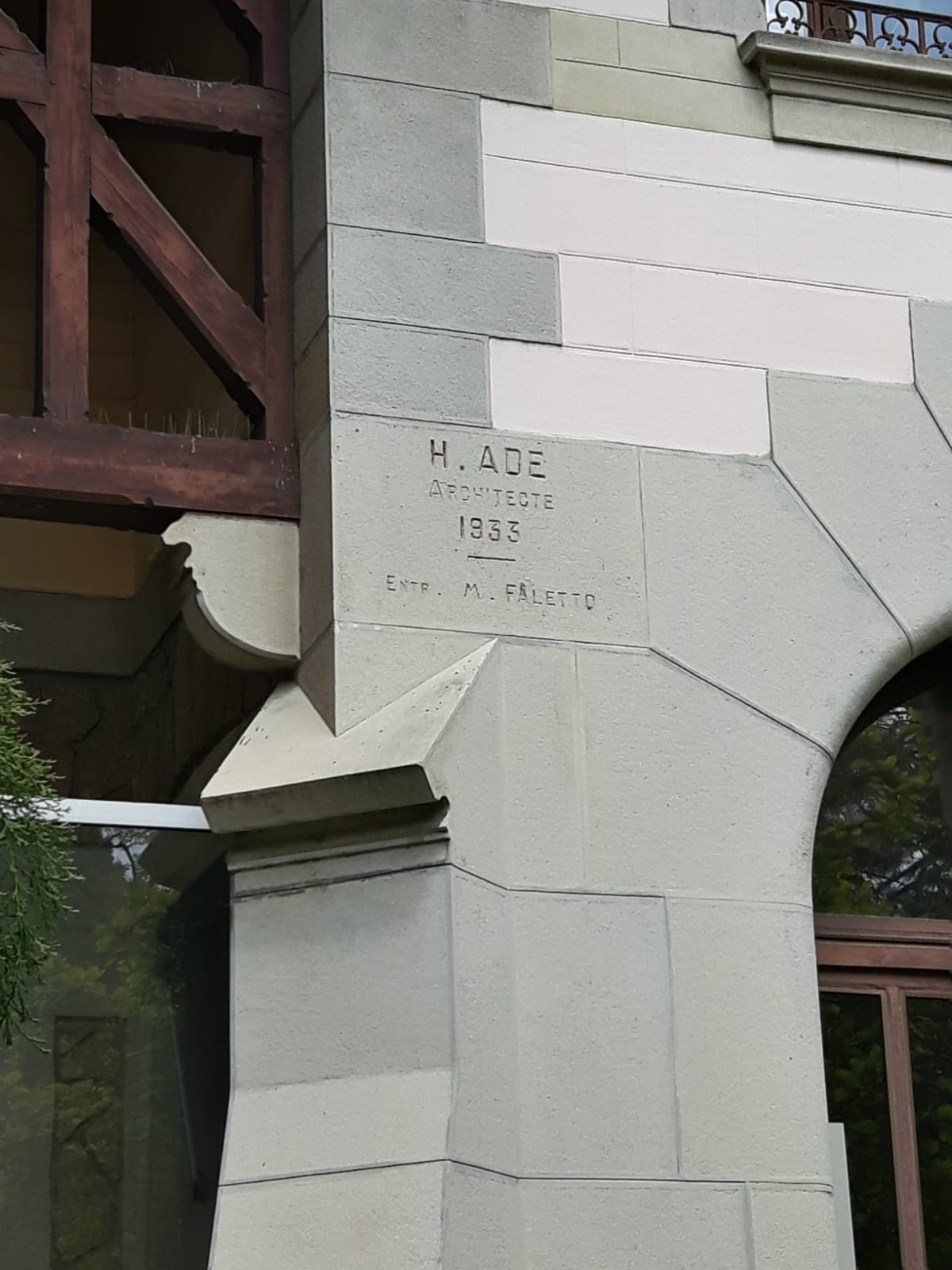
Maison de l'Enfance, Annecy.
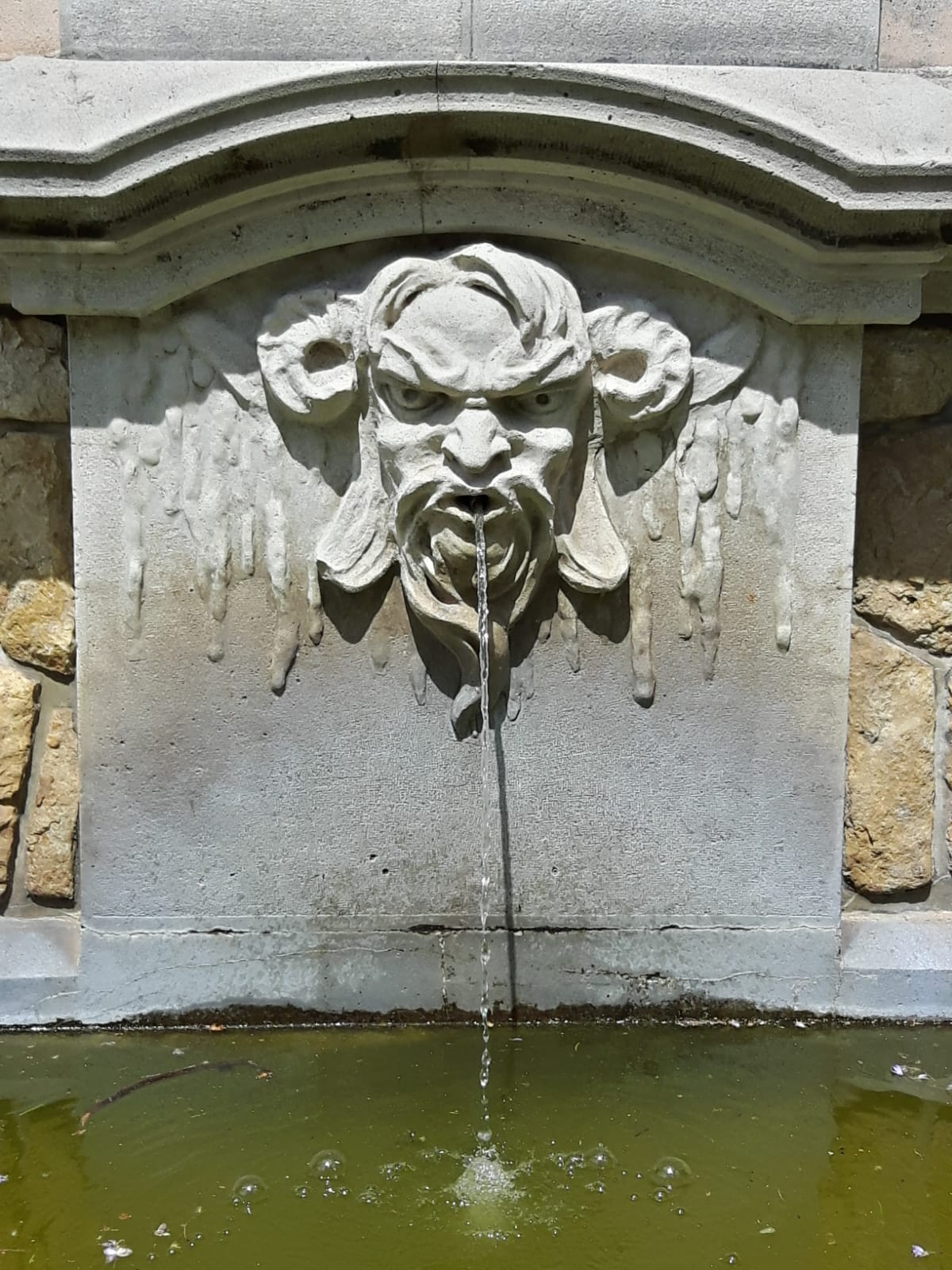
Maison de l'Enfance, Annecy.

## Activité artistique
Ses principales peintures représentent la ville d'Annecy et ses alentours au début des années 1900.
Ses thèmes de prédilection sont la Vieille Ville et les différentes vues du lac d'Annecy